# Уодзу
Уо́дзу (яп. 魚津市 Уодзу-си) — город, расположенный в префектуре Тояма, Япония.
Площадь города составляет 200,63 км², население — 43 502 человека (1 июля 2014), плотность населения — 216,83 чел./км².
Зимой в заливе Тояма иногда наблюдается разновидность миража под названием фата-моргана. Холодная температура воды в океане, совмещённая с относительно тёплым воздухом, искажает движение света, позволяя увидеть изображения деревьев, домов, труб, мерцающих над водой.
Город основан 1 апреля 1952 года.